# زمین‌لرزه پاناما
زمین‌لرزه پاناما ممکن است به یکی از موارد زیر اشاره داشته باشد:
- زمین‌لرزه ۱۹۷۴ پاناما
- زمین‌لرزه ۲۰۰۳ پاناما